# 檔案刪除
文件删除又稱刪除文件，是指从计算机的文件系统中去除電腦檔案的過程。
所有操作系统都自帶删除文件的命令（UNIX上的Rm，CP/M和DR-DOS中的Del，DR-DOS和Microsoft Windows、MS-DOS/IBM PC DOS中的del/ erase 等）。檔案管理器还提供了一种删除文件的便捷方式。它既可以逐个删除文件，也可以删除整个目录树。